# Bulbophyllum pulvinatum
Bulbophyllum pulvinatum är en orkidéart som beskrevs av Rudolf Schlechter. Bulbophyllum pulvinatum ingår i släktet Bulbophyllum och familjen orkidéer. Inga underarter finns listade i Catalogue of Life.